# Masiri
I Maziri sono un gruppo etnico berbero che abita le montagne dell'Atlante, nel centro e centro-est del Marocco.

## Lingua
I Maziri parlano la lingua tamazight (uno dei tre gruppi linguistici principali in cui si ripartisce il berbero in Marocco), una lingua appartenente alla famiglia linguistica afroasiatica.

## Tribù
Il gruppo etnico masiro è composto dalle seguenti tribù:
- Ait Atta
- Ait Yafelman
- Ait Sedrart
- Igurramen
- Ait Menad
- Ismkhan
- Ayt Nḍir
- Ayt Seghrushen
- Ayt Ḥeliddu